# Zatoka Middendorffa
Zatoka Middendorffa (ros. Залив Миддендорфа) – głęboko wcinająca się w ląd zatoka Oceanu Arktycznego i Morza Karskiego, część linii brzegowej półwyspu Tajmyr. Jest położona na południowy zachód od Archipelagu Nordenskiölda i otwarta w stronę zachodnią. Od strony wschodniej zatokę ogranicza półwysep Zaria, nazwany dla upamiętnienia statku Zaria barona Eduarda Tolla. Od zachodu granice zatoki wyznacza natomiast przylądek Wilda.
Brzegi Zatoki Middendorffa są porośnięte przez tundrę, a na jej wodach znajdują się liczne małe wyspy i wysepki. W okresie zimowym, przez 9 miesięcy w roku, zatoka zamarza.
Zatokę nazwano na cześć Alexandra von Middendorffa, rosyjskiego zoologa i podróżnika. Odkrycia dokonała ekspedycja Eduarda Tolla.